# UFC 167
UFC 167: St-Pierre vs. Hendricks è stato un evento di arti marziali miste tenuto dalla Ultimate Fighting Championship il 16 novembre 2013 all'MGM Grand Garden Arena di Las Vegas, Stati Uniti.

## Retroscena
L'evento servì anche da commemorazione per i 20 anni dalla nascita della promozione.
L'evento vide l'esordio di Sergio Pettis, fratello minore del più noto campione dei pesi leggeri Anthony Pettis.
Successivamente alla nuova difesa del proprio titolo Georges St-Pierre annunciò un momentaneo ritiro dalle MMA e lasciò la cintura di campione vacante.

## Risultati
|                                                   | Divisione         |                       |                 |                 | Metodo                                      | Round           | Tempo           | Premio          |
| Card principale                                   | Card principale   | Card principale       | Card principale | Card principale | Card principale                             | Card principale | Card principale | Card principale |
| ------------------------------------------------- | ----------------- | --------------------- | --------------- | --------------- | ------------------------------------------- | --------------- | --------------- | --------------- |
| Sfida valida per il titolo di campione indiscusso | Pesi Welter       | Georges St-Pierre (c) | batte           | Johny Hendricks | Decisione non unanime (48-47, 47-48, 48-47) | 5               | 5:00            | FOTN            |
|                                                   | Pesi Mediomassimi | Rashad Evans          | batte           | Chael Sonnen    | KO Tecnico (pugni)                          | 1               | 4:05            |                 |
|                                                   | Pesi Welter       | Robbie Lawler         | batte           | Rory MacDonald  | Decisione non unanime (29-28, 28-29, 29-28) | 3               | 5:00            |                 |
|                                                   | Pesi Welter       | Tyron Woodley         | batte           | Josh Koscheck   | KO (pugni)                                  | 1               | 4:38            | KOTN            |
|                                                   | Pesi Mosca        | Ali Bagautinov        | batte           | Tim Elliott     | Decisione unanime (29-28, 29-28, 30-27)     | 3               | 5:00            |                 |
| Card preliminare                                  |                   |                       |                 |                 |                                             |                 |                 |                 |
|                                                   | Pesi Leggeri      | Donald Cerrone        | batte           | Evan Dunham     | Sottomissione (triangolo)                   | 2               | 3:49            | SOTN            |
|                                                   | Pesi Medi         | Thales Leites         | batte           | Ed Herman       | Decisione unanime (30-27, 30-27, 30-27)     | 3               | 5:00            |                 |
|                                                   | Pesi Welter       | Rick Story            | batte           | Brian Ebersole  | Decisione unanime (30-27, 30-27, 30-27)     | 3               | 5:00            |                 |
|                                                   | Pesi Gallo        | Erik Pérez            | batte           | Edwin Figueroa  | Decisione unanime (30-27, 30-27, 30-27)     | 3               | 5:00            |                 |
|                                                   | Pesi Welter       | Jason High            | batte           | Anthony Lapsley | Decisione unanime (29-28, 29-28, 29-28)     | 3               | 5:00            |                 |
|                                                   | Pesi Gallo        | Sergio Pettis         | batte           | Will Campuzano  | Decisione unanime (30-27, 30-27, 29-28)     | 3               | 5:00            |                 |
|                                                   | Pesi Mediomassimi | Gian Villante         | batte           | Cody Donovan    | KO Tecnico (pugni)                          | 2               | 1:22            |                 |

## Premi
I lottatori premiati ricevettero un bonus di 50.000 dollari.
Legenda:
- FOTN: Fight of the Night (vengono premiati entrambi gli atleti per il miglior incontro dell'evento)
- KOTN: Knockout of the Night (viene premiato il vincitore per la migliore vittoria tramite KO dell'evento)
- SOTN: Submission of the Night (viene premiato il vincitore per la migliore vittoria tramite sottomissione dell'evento)

## Incontri annullati
|  | Divisione         |               |        |                  | Motivo                                                                        |
|  | ----------------- | ------------- | ------ | ---------------- | ----------------------------------------------------------------------------- |
|  | Pesi Medi         | Ed Herman     | contro | Rafael Natal     | Natal sostituì Lyoto Machida contro Tim Kennedy a UFC: Fight for the Troops 3 |
|  | Pesi Massimi      | Frank Mir     | contro | Alistair Overeem | Posticipato a UFC 169                                                         |
|  | Pesi Mediomassimi | Cody Donovan  | contro | Robert Drysdale  | Drysdale fallì un test antidoping                                             |
|  | Pesi Gallo        | Sergio Pettis | contro | Vaughan Lee      | Lee infortunato                                                               |